# Chlamydocarya macrocarpa
Chlamydocarya macrocarpa är en tvåhjärtbladig växtart som beskrevs av A. Cheval.. Chlamydocarya macrocarpa ingår i släktet Chlamydocarya och familjen Icacinaceae. Inga underarter finns listade i Catalogue of Life.